# Kirkova Mahala, Loveci
Kirkova Mahala (în bulgară Киркова Махала) este un sat în comuna Ugărcin, regiunea Loveci,  Bulgaria. 

## Demografie
Componența etnică a satului Kirkova Mahala
     Bulgari (100%)
     Nicio identificare (0%)
     Altele (0%)
La recensământul din 2011, populația satului Kirkova Mahala era de 6 locuitori. Din punct de vedere etnic, majoritatea locuitorilor (100,0%) erau bulgari. Pentru 0,0% din locuitori nu este cunoscută apartenența etnică.